# Wish You The Best
《Wish You The Best》是日本女歌手倉木麻衣的首張精選輯，於2004年1月1日由GIZA Studio發行。專輯收錄了倉木麻衣從出道單曲〈Love, Day After Tomorrow〉至第17張單曲〈風的啦啦啦〉中的14首單曲A面歌，再加上〈Delicious Way〉跟〈Tonight, I feel close to you〉2首專輯曲。
精選輯發行後獲得樂評家整體正面的評價，包括讚賞作品清楚展現出倉木內心強烈變化的過程，以及認為作品是「精選中的精選」。精選輯發行後獲得商業上的成功，包括成為倉木首張連續高據《Oricon公信榜》三週冠軍的專輯，專輯的累積銷量亦達到956,162張，獲日本唱片協會認證為百萬唱片。
倉木於《Wish You The Best》發行前夕首度出席《第54回NHK紅白歌合戰》以宣傳作品，並於精選輯發行約一週後發行影像作品《My Reflection》。以精選輯為主題的巡迴演唱會「Mai Kuraki 2004 Live Tour『Wish You The Best』～Grow Step by Step」其後於同年4月至7月於全國巡迴演出。

## 背景與發行
倉木麻衣自1999年出道後，發行的四張原創專輯全數獲得週榜冠軍，出道專輯《delicious way》則打進日本歷代銷量排行前10位。而出道單曲〈Love, Day After Tomorrow〉亦錄得百萬銷量，從出道起所有單曲均打進《Oricon公信榜》週榜單前3位。GIZA Studio其後決定為倉木發行出道後首張精選輯，作為踏入出道五週年的紀念計劃。
2003年11月，官方公佈精選輯《Wish You The Best》的發售消息。精選輯的名稱來自倉木對大家聽到作品後的期望：「希望大家在聆聽這張專輯的同時度過美好的時間...『Wish You The Best』」。精選輯的發行日期訂於2004年的元旦日，而鋪貨日則提早至2003年12月26日，作品封面與收錄曲等詳情亦同時公開。精選輯以豪華紙盒包裝形式發行，所有收錄曲皆重新處理母帶以提升音質。

## 收錄內容
精選輯收錄曲的曲風主要為J-Pop、節奏藍調與搖滾樂。作品選自倉木從出道單曲〈Love, Day After Tomorrow〉起發行的17張單曲中的14首A面曲，加上收錄於出道專輯《delicious way》的同名曲，以及收錄於第四張原創專輯《If I Believe》的合作曲〈Tonight, I feel close to you〉，總共16首歌曲。
充滿拉丁音樂風格的〈Simply Wonderful〉為首次收錄專輯，而〈Time after time ～在落花紛飛的街道上～〉的單曲原版也首次收錄於專輯。作為單曲A面曲發行的〈Start in my life〉、〈Can't forget your love〉、〈PERFECT CRIME -Single Edit-〉、〈Make my day〉跟〈Kiss〉則未獲入選收錄。

## 宣傳活動
2003年12月31日，倉木麻衣於精選輯發行前夕首度出席《第54回NHK紅白歌合戰》，成為倉木出道後的首次電視現場表演。倉木以現場轉播的形式在位於京都的東寺獻唱〈Stay by my side〉，成為該比賽史上首位在東寺五重塔前演唱的歌手，並作為第二次出席《NHK紅白歌合戰》的長渕剛的對戰歌手而演出。
精選輯發行後，倉木於官方網站宣佈舉行以作品作為主題的全國巡迴演唱會「Mai Kuraki 2004 Live Tour『Wish You The Best』～Grow Step by Step」。演唱會首場於2004年4月16日在尼崎古風會堂開始，其後於同年7月25日在東京國際論壇舉行最後一場，總共於全國29個場地巡迴演唱38場，參與人數達到約10萬人。演唱會影像其後收錄於DVD作品《Mai Kuraki 5th Anniversary Edition Grow, Step by Step》中，作品亦收錄其他現場演出，以及幕後訪問等精選片段。
2003年11月，倉木於公佈精選輯《Wish You The Best》的發售消息時同時公佈影像作品《My Reflection》的發售消息。作品收錄倉木自《FIRST CUT》後發行歌曲的音樂錄影帶，以及2002年至2003年的現場表演選輯。《My Reflection》原訂於2003年12月24日發行，但其後延期至《Wish You The Best》發行一週後的2004年1月7日發行。

## 專業評價
| 評論得分       | 評論得分 |
| 來源           | 評分     |
| -------------- | -------- |
| 亞馬遜日本     | 正面     |
| 《後台通行證》 | 正面     |
| 《Oricon》     | 正面     |
| 《音樂怪人》   | 正面     |
| 淘兒唱片       | 正面     |
| 蔦屋           | 正面     |

《Wish You The Best》於發行前後獲得樂評家整體正面的評價。亞馬遜日本的森朋之認為精選輯的歌曲基於上世紀80年代的美國流行樂風格，並優雅地融合了黑人當代音樂與成人搖滾曲風，使人感受到日本流行樂的新趨勢。他亦讚賞倉木具透明感的聲樂沒有過多的自我意識而顯得迷人，而她的歌曲也讓大家知道歌手的首要條件就是精準地傳遞出樂曲的魅力。
《後台通行證》雜誌的伊藤博伸認為精選輯展示了倉木從少女到成人女性的軌跡，反映出她的成長。他亦讚賞作品紀錄了從節奏藍調歌曲出道的倉木在其後4年間未有被女性節奏藍調風潮左右，而是以獨特而自我的格調交出一首又一首熱門歌曲。《Oricon》的編輯讚賞精選輯從過去四張錄音室專輯挑選歌曲、並按發行時間排序的做法使它對希望再次認識倉木的大眾來說是一張非常合適的作品。他亦認為聽眾能夠透過精選輯看出「藝人・倉木麻衣」的形成過程。
《音樂怪人》雜誌的編輯認為收錄曲各種聲音試驗的集合非常出色，而從出道起便具有特色的聲樂魅力與展示出倉木成長的歌詞則更加引人入勝。他也讚賞精選輯按時間排序的做法，指這樣清楚展現出倉木內心強烈變化的過程，以及她對夢想與未來的想法。淘兒唱片的石橋正人認為精選輯集合了熟悉悅耳而具動感的歌曲、倉木獨特的可愛聲音，以及顯出真本領的中板抒情曲等作品，各種歌曲都留下了深刻的印象。他亦讚賞精選輯是一張「精選中的精選」。

### 榮譽
《Wish You The Best》發行後於2005年「第19屆日本金唱片大獎」獲得「年度搖滾與流行專輯」一獎，為倉木從出道專輯《delicious way》起連續第五張獲得此獎項的專輯。

## 商業成績
《Wish You The Best》發售首日空降《Oricon公信榜》日榜單冠軍，其後因新年雙週榜單合算的狀況以超過45萬張的雙週銷量登上週榜單冠軍。這成為倉木麻衣從出道起連續第五張獲得週榜單冠軍的專輯，使倉木打平安室奈美惠擁有從出道起最多連續週榜冠軍專輯的女性歌手紀錄。然而此紀錄其後被宇多田光於2008年憑著原創專輯《HEART STATION》獲得從出道起連續第六張週榜冠軍專輯而打破。精選輯於發行第三週賣出超過18萬張而繼續蟬聯週榜冠軍，成為倉木第一張獲得三週冠軍的專輯。
精選輯於發行第四週賣出超過11萬張而退居週榜亞軍位置，僅次於寶兒同週發行的專輯《LOVE & HONESTY》，並憑著四週累積超過74.1萬張的銷量登上2004年1月份月榜單冠軍位置。精選輯於發行第五週繼續位於週榜亞軍位置，而累積銷量則突破80萬張。精選輯一共於週榜前5位逗留了六個星期，並於2004年2月份月榜單中再次打進前10位。在2004年上半年專輯榜單中，精選輯以超過93萬張的銷量登上半年榜第6位。
《Wish You The Best》於2004年全年售出超過94.8萬張，打進《Oricon公信榜》年榜單第7位，成為倉木繼出道專輯《delicious way》後再次打進年榜前10位的專輯。精選輯最終累積銷量達到956,162張，成為倉木生涯中繼《delicious way》的超過353萬張跟《Perfect Crime》的超過131.9萬張後第三暢銷的專輯。精選輯於《Oricon公信榜》一共逗留了46週，成為倉木生涯中在榜週數最高的專輯。精選輯於2004年1月獲日本唱片協會認證為百萬唱片，代表作品的出貨量超過100萬張。《Wish You The Best》也是倉木生涯中最後一張獲得百萬唱片認證的作品。

## 曲目
| 曲序     | 曲目                                         |                                        | 作曲                                  | 编曲                            | 时长    |
| -------- | -------------------------------------------- | -------------------------------------- | ------------------------------------- | ------------------------------- | ------- |
| 1.       | Love, Day After Tomorrow                     |                                        | 大野愛果                              | Cybersound                      | 4:04    |
| 2.       | Stay by my side                              |                                        | 大野愛果                              | Cybersound                      | 4:27    |
| 3.       | Secret of my heart                           |                                        | 大野愛果                              | Cybersound                      | 4:27    |
| 4.       | NEVER GONNA GIVE YOU UP                      | 倉木麻衣 邁克爾·阿弗瑞克 （ 英语 ： Michael Africk） | 阿弗瑞克 米格爾·薩·佩索阿 佩里·傑耶爾 | 阿弗瑞克 佩索阿 傑耶爾          | 4:01    |
| 5.       | Delicious Way                                |                                        | 大野愛果                              | Cybersound                      | 3:53    |
| 6.       | Simply Wonderful（Radio Edit）               |                                        | 大野愛果                              | Cybersound                      | 3:54    |
| 7.       | Reach for the sky                            |                                        | 大野愛果                              | Cybersound                      | 4:49    |
| 8.       | 冰冷的海                                     |                                        | 大野愛果                              | Cybersound                      | 4:42    |
| 9.       | Stand Up                                     |                                        | 德永曉人                              | 德永曉人                        | 4:38    |
| 10.      | always                                       |                                        | 大野愛果                              | Cybersound                      | 4:08    |
| 11.      | Winter Bells                                 |                                        | 德永曉人                              | 德永曉人                        | 4:38    |
| 12.      | Feel fine!                                   |                                        | 德永曉人                              | 德永曉人                        | 4:50    |
| 13.      | Like a star in the night                     |                                        | 德永曉人                              | 德永曉人 （弦樂編排：池田大介） | 5:36    |
| 14.      | Time after time ～在落花紛飛的街道上～       |                                        | 大野愛果                              | Cybersound                      | 5:36    |
| 15.      | 風的啦啦啦                                   |                                        | 春畑道哉                              | Cybersound                      | 4:23    |
| 16.      | Tonight, I feel close to you（與孫燕姿合唱） | 倉木麻衣 西室斗紀子                    | 大野愛果                              | Cybersound                      | 4:06    |
| 总时长： | 总时长：                                     | 总时长：                               | 总时长：                              | 总时长：                        | 1:10:40 |

## 商業搭配
| 曲序 | 歌曲名稱                                   | 搭配項目                                                  | 來源   |
| ---- | ------------------------------------------ | --------------------------------------------------------- | ------ |
| M-3  | 〈Secret of my heart〉                     | 讀賣電視台・日本電視台動畫《名偵探柯南》片尾曲            | [ 40 ] |
| M-4  | 〈NEVER GONNA GIVE YOU UP〉                | 音樂節目《MUSIC FREAK TV》主題曲                          | [ 41 ] |
| M-7  | 〈Reach for the sky〉                      | NHK連續電視小說《奧黛麗》主題曲                           | [ 42 ] |
| M-9  | 〈Stand Up〉                               | 可口可樂「爽健美茶 Natural Breeze 2001 happy life」廣告歌 | [ 43 ] |
| M-10 | 〈always〉                                 | 讀賣電視台・日本電視台動畫《名偵探柯南》片尾曲            | [ 44 ] |
| M-10 | 〈always〉                                 | 電影《名偵探柯南：往天國的倒數計時》主題曲                | [ 44 ] |
| M-11 | 〈Winter Bells〉                           | 讀賣電視台・日本電視台動畫《名偵探柯南》主題曲            | [ 45 ] |
| M-12 | 〈Feel fine!〉                             | 資生堂「SEA BREEZE」廣告歌                                | [ 46 ] |
| M-13 | 〈Like a star in the night〉               | 朝日電視台電視劇《末世黑天使》主題曲                      | [ 47 ] |
| M-14 | 〈Time after time ～在落花紛飛的街道上～〉 | 電影《名偵探柯南：迷宮的十字路》主題曲                    | [ 48 ] |
| M-15 | 〈風的啦啦啦〉                             | 讀賣電視台・日本電視台動畫《名偵探柯南》主題曲            | [ 49 ] |

## 榜單與認證
| 榜單（2004年）                 | 最高 位置 |
| ------------------------------ | --------- |
| 日本專輯榜日榜單（Oricon）     | 1         |
| 日本專輯榜週榜單（Oricon）     | 1         |
| 日本專輯榜月榜單（Oricon）     | 1         |
| 日本專輯榜上半年榜單（Oricon） | 6         |
| 日本專輯榜年榜單（Oricon）     | 7         |

| 地區                                  | 认证 | 认证单位/销量 |
| ------------------------------------- | ---- | ------------- |
| 日本（日本唱片協會）                  | 百萬 | 1,000,000^    |
| *僅含認證的實際銷量 ^僅含認證的出貨量 |      |               |

## 資料來源
1. ↑  . Oricon. 2005-08-24  [2021-01-26]. （原始内容存档于2021-01-28） （日语）.
2. ↑  . 年代流行.   [2021-01-26]. （原始内容存档于2020-03-02） （日语）.
3. ↑  . Oricon. 2017-11-15  [2021-01-26]. （原始内容存档于2019-12-18） （日语）.
4. ↑  . Oricon. 2004-05-24  [2021-01-26]. （原始内容存档于2004-06-17） （日语）.
5. ↑  . barks. 2014-09-02  [2021-01-26]. （原始内容存档于2020-06-27） （日语）.
6. 1 2 3 4  . HMV. 2003-11-19  [2021-01-26]. （原始内容存档于2021-01-28） （日语）.
7. ↑  . HMV.   [2021-01-26]. （原始内容存档于2015-06-03） （日语）.
8. 1 2  . Mai Kuraki Official Website.   [2021-01-26]. （原始内容存档于2006-06-15） （日语）.
9. ↑  . Musing.   [2021-01-26]. （原始内容存档于2021-01-28） （日语）.
10. 1 2 3 4  . Amazon Japan.   [2021-01-26]. （原始内容存档于2021-01-28） （日语）.
11. 1 2 3 4  . タワーレコード.   [2021-01-26]. （原始内容存档于2021-01-28） （日语）.
12. ↑  . barks. 2014-08-27  [2021-01-26]. （原始内容存档于2015-11-14） （日语）.
13. ↑  . Mai Kuraki Official Website.   [2021-01-26]. （原始内容存档于2020-12-04） （日语）.
14. ↑  . Oricon. 2009-02-05  [2021-01-26]. （原始内容存档于2019-04-26） （日语）.
15. ↑  . NHK.   [2021-01-28]. （原始内容存档于2020-09-25） （日语）.
16. ↑  . オトカケ. 2018-01-30  [2021-01-28]. （原始内容存档于2021-01-28） （日语）.
17. ↑  . Mai Kuraki Official Website.   [2021-01-26]. （原始内容存档于2006-06-15） （日语）.
18. ↑  . Music Freak Magazine.   [2021-01-28]. （原始内容存档于2021-01-28） （日语）.
19. ↑  . HMV.   [2021-01-28]. （原始内容存档于2015-05-27） （日语）.
20. 1 2 3  . Yahoo!ミュジック. 2004-01-15  [2021-01-26]. （原始内容存档于2004-08-12） （日语）.
21. 1 2 3  . Oricon.   [2021-01-26]. （原始内容存档于2004-01-27） （日语）.
22. 1 2 3  . Music Freak Magazine.   [2021-01-26]. （原始内容存档于2021-01-28） （日语）.
23. ↑  . TSUTAYA.   [2021-01-26]. （原始内容存档于2016-07-31） （日语）.
24. ↑   (PDF). 日本レコード協会.   [2021-01-26]. （原始内容存档 (PDF)于2020-09-23） （日语）.
25. ↑  《delicious way》至《If I Believe》四張專輯獲得「年度搖滾與流行專輯」獎項的資料來源:
  -  (PDF). 日本レコード協会.   [2021-01-26]. （原始内容存档 (PDF)于2020-09-23） （日语）.
  -  (PDF). 日本レコード協会.   [2021-01-26]. （原始内容存档 (PDF)于2020-09-23） （日语）.
  -  (PDF). 日本レコード協会.   [2021-01-26]. （原始内容存档 (PDF)于2020-09-23） （日语）.
  -  (PDF). 日本レコード協会.   [2021-01-26]. （原始内容存档 (PDF)于2020-09-23） （日语）.
26. 1 2 3 4 5 6  . Oricon.   [2021-01-27]. （原始内容存档于2011-07-16）.
27. 1 2 3  . MusicTv Program.   [2021-01-27]. （原始内容存档于2016-04-10）.
28. ↑  . Oricon. 2006-06-20  [2021-01-26]. （原始内容存档于2020-05-26） （日语）.
29. ↑  . Oricon. 2008-03-25  [2021-01-26]. （原始内容存档于2021-01-22） （日语）.
30. ↑  . MusicTv Program.   [2021-01-27]. （原始内容存档于2016-04-10）.
31. ↑  . MusicTv Program.   [2021-01-27]. （原始内容存档于2016-04-10）.
32. 1 2  . Yahoo!ジオシティーズ.   [2021-01-27]. （原始内容存档于2019-03-16）.
33. ↑  . MusicTv Program.   [2021-01-27]. （原始内容存档于2016-04-10）.
34. ↑  . MusicTv Program.   [2021-01-27]. （原始内容存档于2016-05-14）.
35. ↑  . MusicTv Program.   [2021-01-27]. （原始内容存档于2016-04-10）.
36. ↑  . Oricon.   [2021-01-27]. （原始内容存档于2004-04-09）.
37. 1 2  . MusicTv Program.   [2021-01-27]. （原始内容存档于2019-04-22）.
38. 1 2  . Recording Industry Association of Japan.   [2021-01-26] （日语）. 在下拉菜单选择“2004年1月”
39. ↑  . 日本レコード協会.   [2021-01-27]. （原始内容存档于2019-01-06） （日语）.於歌手欄輸入搜尋。
40. ↑  . レコチョク.   [2021-01-26]. （原始内容存档于2017-06-30） （日语）.
41. ↑  . レコチョク.   [2021-01-26]. （原始内容存档于2021-01-28） （日语）.
42. ↑  . レコチョク.   [2021-01-26]. （原始内容存档于2021-01-28） （日语）.
43. ↑  . レコチョク.   [2021-01-26]. （原始内容存档于2021-01-28） （日语）.
44. ↑  . レコチョク.   [2021-01-26]. （原始内容存档于2021-01-28） （日语）.
45. ↑  . レコチョク.   [2021-01-26]. （原始内容存档于2021-01-28） （日语）.
46. ↑  . レコチョク.   [2021-01-26]. （原始内容存档于2021-01-28） （日语）.
47. ↑  . レコチョク.   [2021-01-26]. （原始内容存档于2021-01-28） （日语）.
48. ↑  . レコチョク.   [2021-01-26]. （原始内容存档于2021-01-28） （日语）.
49. ↑  . レコチョク.   [2021-01-26]. （原始内容存档于2021-01-28） （日语）.